# 狄安娜·希拉
狄安娜·希拉（英語：Diana Sylla），小演员，《战狼2》中小女孩Pasha的扮演者。狄安娜出生在中国，能说一口流利的汉语，其父母在浙江义乌做生意，都来自非洲国家马里。2016年时，狄安娜与两个姐姐一起在浙江金华的东阳市建澜小学就读，6岁的狄安娜为一年级生。
东阳建澜小学艺术团接到《战狼2》招演员的消息时，学校老师曾向剧组推荐迪安娜的姐姐阿萨。剧组觉得阿萨年龄偏大不适合，学校又向剧组推荐了迪安娜。6月27日，迪安娜在老师和家长的陪同下去北京试镜，并在6月28日顺利通过导演吴京的亲自面试。迪安娜跟随剧组在北京怀柔、河北和南非三地一共拍了3个多月，大部分戏在2016年暑假的两个月内拍摄完成，后期补拍了一些场景。她父亲希拉在剧中出演了总统一角，两个姐姐也有参演。
拍摄完成后，狄安娜曾与《战狼2》剧组的其他主演一道参加了一些宣传活动，如2017北京国际电影节、《战狼2》电影首映礼等。